# Allan Dwan
Pour les articles homonymes, voir Dwan.

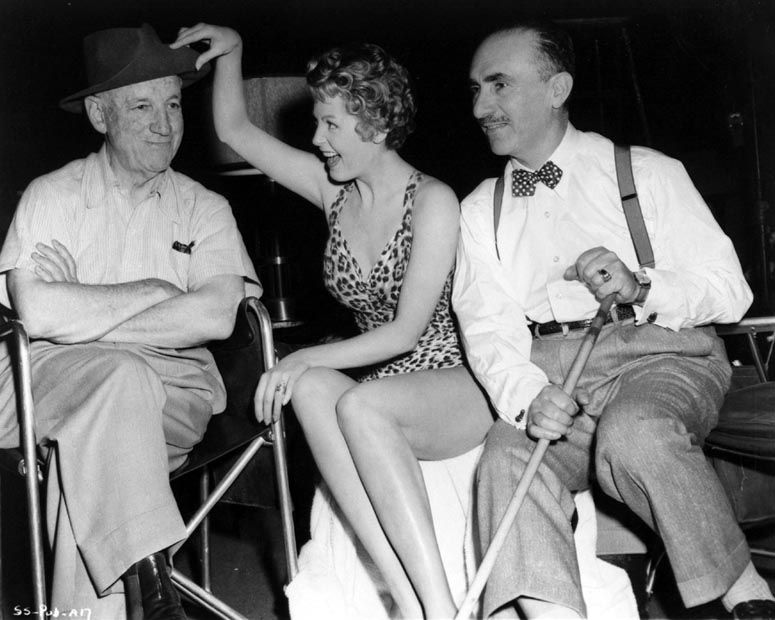
De g. à d. : Allan Dwan, Arlene Dahl et le directeur de la photographie John Alton, sur le tournage de
Deux Rouquines dans la bagarre (1956).

Allan Dwan est un réalisateur, scénariste et producteur américain né le 3 avril 1885 à Toronto (Canada), mort le 28 décembre 1981 à Woodland Hills (Los Angeles).

## Biographie
D'origine canadienne, Allan Dwan immigre avec sa famille aux États-Unis à l'âge de 11 ans. Il reçoit une formation d'ingénieur électro-mécanicien à l'université de Chicago. Les projecteurs à incandescence fatiguent très vite les yeux des acteurs. Les studios Essanay embauchent le jeune ingénieur pour qu'il mette en œuvre un nouveau type d'éclairage. Allan Dwan s'aperçoit vite qu'on y gagne mieux sa vie en écrivant des scénarios ou en réalisant des films, son activité dès 1911. Il commence sa carrière en tournant des films courts de 10 à 20 minutes avec comme principale préoccupation la simplicité et l'efficacité. Il acquiert une bonne réputation avec son premier long métrage Richelieu. Il entre à la Triangle, une compagnie dirigée par D. W. Griffith qui lui apprend à utiliser les gros plans, le contre-jour et à s'affranchir d'une mise en scène théâtrale. En 1916, il conçoit un nouveau modèle de caméra-grue pour filmer les décors gigantesques de Intolérance de Griffith. Dwan dirige les plus grandes vedettes de l'époque, Mary Pickford dans Romance d'autrefois et Molly, Norma Talmadge dans Panthea. Pour la Paramount Pictures, il fait tourner Gloria Swanson à qui il donne quelques-uns de ses meilleurs rôles : Zaza (1923) et Tricheuse (1924). Avec Douglas Fairbanks, il tourne Robin des Bois (1922), chef-d'œuvre du cinéma muet, puis Le Masque de fer (1929), un film de cape et d'épée.
Allan Dwan fait un premier essai dans le cinéma sonore, en 1927, avec West Point, un court métrage sur une parade dans l'école militaire. Dans les années 1930, il est employé par la 20th Century Fox, mais travaille en parallèle avec d’autres studios pour lesquels il réalise des dizaines de productions à petit budget. Il dirige Shirley Temple dans Heidi et Mam'zelle vedette, Annabella et Tyrone Power, les Ritz Brothers, rivaux aujourd'hui oubliés des Marx Brothers. On peut aussi citer Les monstres se révoltent (1935) et l’Audacieuse (1936) avec Claire Trevor.
Les derniers films d'Allan Dwan, tournés à l'économie pour le studio Republic passent inaperçus. Il y réalise pourtant de très beaux films : Iwo Jima en 1949, un film sur l'horreur de la guerre, avec John Wayne, Quatre Étranges Cavaliers (1954), western sur le thème de la chasse à l'homme, puis la même année, La Reine de la prairie avec Barbara Stanwyck et Le mariage est pour demain avec Ronald Reagan dans une histoire d'amitié masculine. On peut citer aussi Deux Rouquines dans la bagarre (1955), un film noir adapté de James M. Cain avec Rhonda Fleming et Arlene Dahl, La Ville de la vengeance en 1957 avec Anne Bancroft. Il termine sa carrière en 1961, avec Abattez cet homme (Most Dangerous Man Alive), un film de science-fiction avec Debra Paget. En 1971, ses entretiens avec Peter Bogdanovich sont publiés dans le livre Allan Dwan, le dernier pionnier.
Allan Dwan est mort à Los Angeles le 28 décembre 1981 à 96 ans, d'une crise cardiaque.

## Filmographie

### Comme réalisateur

#### Années 1910
- 1911 : The Gold Lust
- 1911 : The Poisoned Flume
- 1911 : Strategy
- 1911 : Bud Nevins, Bad Man
- 1911 : The Boss of Lucky Ranch
- 1911 : A California Love Story
- 1911 : Crazy Gulch
- 1911 : The Opium Smuggler
- 1911 : The Sheriff's Captive
- 1911 : The Ranchman's Vengeance
- 1911 : A Cowboy's Sacrifice
- 1911 : A Western Dream
- 1911 : Branding a Bad Man
- 1911 : As in a Looking Glass
- 1911 : A Daughter of Liberty
- 1911 : A Trooper's Heart
- 1911 : Rattlesnakes and Gunpowder
- 1911 : The Ranch Tenor
- 1911 : The Sheepman's Daughter
- 1911 : The Sage-Brush Phrenologist
- 1911 : The Elopement on Double L Ranch
- 1911 : $5000 Reward, Dead or Alive
- 1911 : The Witch of the Range
- 1911 : The Cowboy's Ruse
- 1911 : Law and Order on the Bar-L Ranch
- 1911 : The Broncho Buster's Bride
- 1911 : The Yiddisher Cowboy
- 1911 : The Sky Pilot's Intemperance
- 1911 : The Hermit's Gold
- 1911 : The Actress and the Cowboys
- 1911 : A Western Waif
- 1911 : The Call of the Open Range
- 1911 : The Schoolma'm of Snake
- 1911 : The Ranch Chicken
- 1911 : Cupid in Chaps
- 1911 : The Outlaw's Trail
- 1911 : The Cowboy's Deliverance
- 1911 : The Cattle Thief's Brand
- 1911 : The Parting of the Trails
- 1911 : Cattle, Gold and Oil
- 1911 : The Ranch Girl
- 1911 : The Brand of Fear
- 1911 : The Blotted Brand
- 1911 : Auntie and the Cowboys
- 1911 : The Cowboy and the Artist
- 1911 : Three Million Dollars
- 1911 : The Gun Man
- 1911 : The Circular Fence
- 1911 : The Rustler Sheriff
- 1911 : The Love of the West
- 1911 : The Land Thieves
- 1911 : Three Daughters of the West
- 1911 : The Lonely Range
- 1911 : The Horse Thief's Bigamy
- 1911 : The Trail of the Eucalyptus
- 1911 : The Water War
- 1911 : The Three Shell Game
- 1911 : The Mexican
- 1911 : The Last Notch
- 1911 : The Eastern Cowboy
- 1911 : The Way of the West
- 1911 : The Angel of Paradise Ranch
- 1911 : Jolly Bill of the Rocking R
- 1911 : The Sheriff's Sisters
- 1911 : The Smoke of the .45
- 1911 : The Test
- 1911 : Bonita of El Cajon
- 1911 : The Ranchman's Nerve
- 1912 : The Power of Love
- 1912 : The Real Estate Fraud
- 1912 : The Range Detective
- 1912 : The Grub Stake Mortgage
- 1912 : The Distant Relative
- 1912 : The Locket
- 1912 : Where Broadway Meets the Mountains
- 1912 : The Mormon
- 1912 : Love and Lemons
- 1912 : An Innocent Grafter
- 1912 : Society and Chaps
- 1912 : The Land Baron of San Tee
- 1912 : An Assisted Elopement
- 1912 : From the Four Hundred to the Herd
- 1912 : The Broken Ties
- 1912 : After School
- 1912 : A Bad Investment
- 1912 : The Tramp's Gratitude
- 1912 : Fidelity
- 1912 : The Agitator
- 1912 : The Coward
- 1912 : The Maid and the Man
- 1912 : Driftwood
- 1912 : The Eastern Girl
- 1912 : The End of the Feud
- 1912 : The Haters
- 1912 : The Thread of Life
- 1912 : The Wandering Gypsy
- 1912 : The Reward of Valor
- 1912 : The Brand
- 1912 : The Green-Eyed Monster
- 1912 : Cupid Through Padlocks
- 1912 : For the Good of Her Men
- 1912 : The Simple Love
- 1912 : The Weaker Brother
- 1912 : The Wordless Message
- 1912 : The Evil Inheritance
- 1912 : The Marauders
- 1912 : The Call of the Open Range
- 1912 : Under False Pretenses
- 1912 : Where There's a Heart
- 1912 : The Tell-Tale Shells
- 1912 : The Canyon Dweller
- 1912 : A Life for a Kiss
- 1912 : The Meddlers
- 1912 : The Bandit of Point Loma
- 1912 : The Outlaw Colony
- 1912 : The Land of Death
- 1912 : The Jealous Rage
- 1912 : The Will of James Waldron
- 1912 : The Greaser and the Weakling
- 1912 : The Stranger at Coyote
- 1912 : The Dawn of Passion
- 1912 : The Vengeance That Failed
- 1912 : The Foreclosure
- 1912 : Their Hero Son
- 1912 : The Fear
- 1912 : Calamity Anne's Ward
- 1912 : Le Vagabond
- 1912 : Father's Favorite
- 1912 : Jack of Diamonds
- 1912 : The Reformation of Sierra Smith
- 1912 : The Best Man Wins
- 1912 : The Wooers of Mountain Kate
- 1912 : Maiden and Men
- 1912 : Man's Calling
- 1912 : The Intrusion at Lompoc
- 1912 : The Thief's Wife
- 1912 : Her Own Country
- 1912 : The Animal Within
- 1912 : The Law of God
- 1912 : The Heart of a Soldier
- 1912 : The Daughters of Senor Lopez
- 1912 : The Recognition
- 1912 : The Blackened Hills
- 1912 : The Girl of the Manor
- 1912 : Loneliness of Neglect
- 1913 : The Battle of Wills
- 1913 : The Fugitive
- 1913 : Another Man's Wife
- 1913 : Calamity Anne's Inheritance
- 1913 : Where Destiny Guides
- 1913 : The Silver-Plated Gun
- 1913 : Women Left Alone
- 1913 : Andrew Jackson
- 1913 : Calamity Anne's Vanity
- 1913 : The Romance
- 1913 : The Finer Things
- 1913 : Love Is Blind
- 1913 : High and Low
- 1913 : The Greater Love
- 1913 : The Transgression of Manuel
- 1913 : Calamity Anne, Detective
- 1913 : An Eastern Flower
- 1913 : Cupid Never Ages
- 1913 : Calamity Anne's Beauty
- 1913 : Matches
- 1913 : Cupid Throws a Brick
- 1913 : The Homestead Race
- 1913 : Woman's Honor
- 1913 : Boobs and Bricks
- 1913 : The Road to Ruin
- 1913 : Angel of the Canyons
- 1913 : The Great Harmony
- 1913 : Ashes of Three
- 1913 : Her Big Story
- 1913 : The Wishing Seat
- 1913 : The Spirit of the Flag
- 1913 : In Love and War
- 1913 : Women and War
- 1913 : The Powder Flash of Death
- 1913 : The Picket Guard
- 1913 : Mental Suicide
- 1913 : Man's Duty
- 1913 : The Animal
- 1913 : The Wall of Money
- 1913 : Master of Himself
- 1913 : The Badge of Honor
- 1913 : Calamity Anne's Sacrifice
- 1913 : The Echo of a Song
- 1913 : Criminals
- 1913 : The Restless Spirit
- 1913 : Jewels of Sacrifice
- 1913 : The Girl and the Greaser (en)
- 1913 : The Tale of the Ticker (en)
- 1913 : Calamity Anne's Dream (en)
- 1913 : Back to Life
- 1913 : The Barrier of Bars
- 1913 : Red Margaret, Moonshiner
- 1913 : Bloodhounds of the North
- 1913 : The Field Foreman
- 1914 : The Lie
- 1914 : The Honor of the Mounted
- 1914 : Remember Mary Magdalen
- 1914 : Discord and Harmony
- 1914 : The Menace to Carlotta
- 1914 : The Embezzler
- 1914 : The Lamb, the Woman, the Wolf
- 1914 : The End of the Feud
- 1914 : The Tragedy of Whispering Creek
- 1914 : The Unlawful Trade
- 1914 : The Forbidden Room
- 1914 : The Hopes of Blind Alley
- 1914 : The Great Universal Mystery
- 1914 : The Unwelcome Mrs. Hatch
- 1914 : Richelieu
- 1914 : Petite Folle (Wildflower)
- 1914 : The County Chairman (en) (non crédité)
- 1914 : The Straight Road
- 1914 : The Conspiracy
- 1915 : The Dancing Girl
- 1915 : A Small Town Girl
- 1915 : David Harum
- 1915 : The Love Route
- 1915 : The Commanding Officer
- 1915 : May Blossom
- 1915 : La Sœur de José (The Pretty Sister of Jose)
- 1915 : A Girl of Yesterday
- 1915 : Jordan Is a Hard Road
- 1916 : Betty of Greystone
- 1916 : The Habit of Happiness
- 1916 : Paria de la vie (The Good Bad Man)
- 1916 : An Innocent Magdalene
- 1916 : Le Métis (The Half-Breed)
- 1916 : Une aventure à New York (Manhattan Madness)
- 1916 : Fifty-Fifty
- 1916 : Accusing Evidence
- 1917 : Panthea
- 1917 : Almost a Friar
- 1917 : Double Revenge
- 1917 : Calamity Anne's New Job
- 1917 : Calamity Anne's Protégé
- 1917 : An Artist's Intrigue
- 1917 : The Fighting Odds
- 1917 : Douglas le nouveau D'Artagnan (A Modern Musketeer)
- 1918 : Headin' South
- 1918 : Un charmeur (Mr. Fix-It)
- 1918 : Douglas au pays des mosquées (Bound in Morocco)
- 1918 : Douglas a le sourire (He Comes Up Smiling)
- 1919 : Cheating Cheaters
- 1919 : Getting Mary Married
- 1919 : The Dark Star
- 1919 : Le Dictateur (Soldiers of Fortune)

#### Années 1920

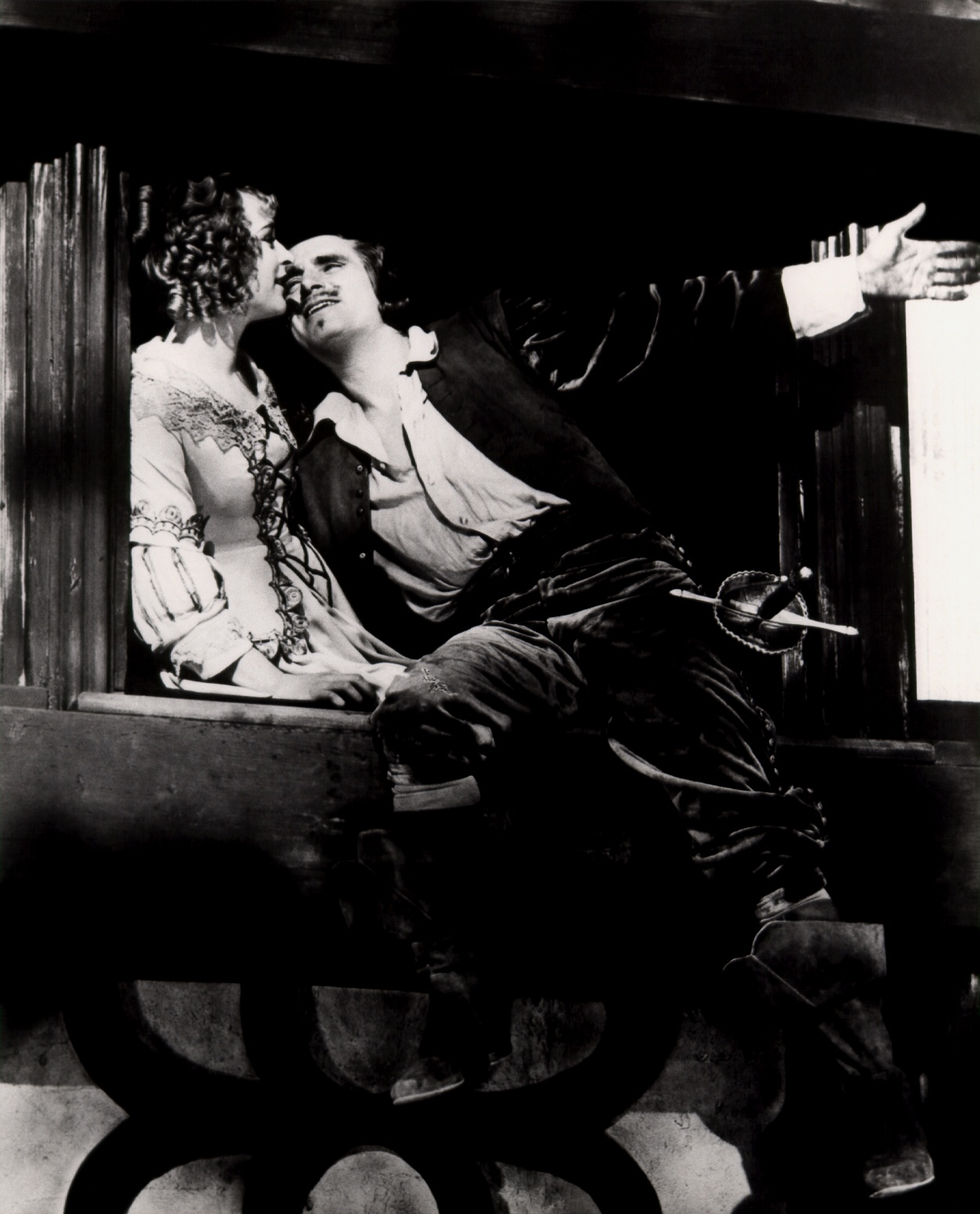
Marguerite De La Motte et Douglas Fairbanks dans Le Masque de fer. 1929.

- 1920 : Le Tour du monde d'un gamin irlandais (The Luck of the Irish)
- 1920 : The Scoffer
- 1920 : In the Heart of a Fool
- 1920 : The Forbidden Thing
- 1921 : Le Crime parfait (A Perfect Crime)
- 1921 : A Broken Doll
- 1921 : The Sin of Martha Queed
- 1922 : The Hidden Woman
- 1922 : Robin des Bois (Robin Hood)
- 1922 : Superstition
- 1923 : Un nuage passa (The Glimpses of the Moon)
- 1923 : La Gueuse (Lawful Larceny)
- 1923 : Zaza
- 1923 : Son grand frère (Big Brother)
- 1924 : Scandale (A Society Scandal)
- 1924 : Tricheuse (Manhandled)
- 1924 : Larmes de reine (Her Love Story)
- 1924 : Wages of Virtue
- 1924 : Le Tango tragique (Argentine Love)
- 1925 : Le Démon de minuit (Night Life of New York)
- 1925 : Le Prix d'une folie (The Coast of Folly)
- 1925 : Vedette (Stage Struck)
- 1926 : À travers les récifs (Sea Horses)
- 1926 : Les Briseurs de joie (Padlocked)
- 1926 : Les Dieux de bronze (Tin Gods)
- 1926 : Célibataires d'été (Summer Bachelors)
- 1927 : West Point
- 1927 : The Music Master (en)
- 1927 : The Joy Girl
- 1927 : À l'ombre de Brooklyn (East Side, West Side)
- 1927 : French Dressing
- 1928 : The Big Noise
- 1929 : Le Masque de fer (The Iron Mask)
- 1929 : La Naissance d'un Empire (Tide of Empire)
- 1929 : Les Pirates (en) (The Far Call)
- 1929 : L'Iceberg vengeur (Frozen Justice)
- 1929 : South Sea Rose (en)

#### Années 1930
- 1930 : Quelle veuve ! (What a Widow!)
- 1930 : Man to Man
- 1931 : Chances
- 1931 : Wicked (en)
- 1932 : While Paris Sleeps (en)
- 1932 : La Ruée (American Madness) (non crédité)
- 1933 : Counsel's Opinion (en)
- 1933 : Her First Affair
- 1934 : Hollywood Party (non crédité)
- 1934 : I Spy (en)
- 1935 : Black Sheep (en)
- 1935 : Navy Wife
- 1936 : Héros d'un soir (Song and Dance Man)
- 1936 : Cargaison humaine (Human Cargo)
- 1936 : High Tension (en)
- 1936 : L'Audacieuse (en) (15 Maiden Lane)
- 1937 : Woman-Wise (en)
- 1937 : That I May Live
- 1937 : One Mile from Heaven
- 1937 : Heidi la sauvageonne (Heidi)
- 1938 : Mam'zelle vedette (Rebecca of Sunnybrook Farm)
- 1938 : Josette et compagnie (Josette))
- 1938 : Suez
- 1939 : Les Trois Louf'quetaires (en) (The Three Musketeers)
- 1939 : Le Gorille (The Gorilla)
- 1939 : L'Aigle des frontières (Frontier Marshal)

#### Années 1940
- 1940 : Poings de fer, cœur d'or (Sailor's Lady)
- 1940 : Jeunesse (Young People)
- 1940 : Sur la piste des vigilants (Trail of the Vigilantes)
- 1941 : Look Who's Laughing
- 1941 : Rise and Shine
- 1942 : Friendly Enemies
- 1942 : Here We Go Again
- 1943 : La Musique en folie (Around the World)
- 1944 : Dans la chambre de Mabel (Up in Mabel's Room)
- 1944 : Abroad with Two Yanks
- 1945 : Getting Gertie's Garter
- 1945 : Les Millions de Brewster (Brewster's Millions)
- 1946 : Rendezvous with Annie
- 1947 : Musique aux étoiles (Calendar Girl)
- 1947 : Poste avancé (Northwest Outpost)
- 1947 : Jenny et son chien (Driftwood)
- 1948 : The Inside Story
- 1948 : Ange en exil (Angel in Exile)
- 1949 : Iwo Jima (Sands of Iwo Jima)

#### Années 1950 et 1960
- 1950 : Cœurs enflammés (Surrender)
- 1951 : La Belle du Montana (Belle Le Grand)
- 1951 : Tonnerre sur le Pacifique (The Wild Blue Yonder)
- 1952 : I Dream of Jeanie
- 1952 : La Femme aux revolvers (Montana Belle)
- 1953 : La Femme qui faillit être lynchée (Woman They Almost Lynched)
- 1953 : Sweethearts on Parade
- 1954 : Héros sans gloire (Flight Nurse)
- 1954 : Quatre Étranges Cavaliers (Silver Lode)
- 1954 : La Reine de la prairie (Cattle Queen of Montana)
- 1954 : Tornade (Passion)
- 1955 : Les Rubis du prince birman (Escape to Burma)
- 1955 : Les Perles sanglantes (Pearl of the South Pacific)
- 1955 : Le Bagarreur du Tennessee (Tennessee's Partner)
- 1956 : Deux Rouquines dans la bagarre (Slightly Scarlet)
- 1956 : Le Bataillon dans la nuit (Hold Back the Night)
- 1957 : Le Bord de la rivière (The River's Edge)
- 1957 : La Ville de la vengeance (The Restless Breed)
- 1958 : L'Île enchantée (Enchanted Island)
- 1961 : Abattez cet homme (Most Dangerous Man Alive)

### Comme scénariste
- 1911 : The Poisoned Flume
- 1912 : The Locket
- 1913 : In Slavery Days
- 1913 : In Love and War
- 1913 : The Powder Flash of Death
- 1913 : The Animal
- 1913 : The Restless Spirit
- 1913 : La Case de l'oncle Tom (Uncle Tom's Cabin) de Otis Turner
- 1914 : Remember Mary Magdalen
- 1914 : The Embezzler
- 1914 : The Lamb, the Woman, the Wolf
- 1914 : The Unlawful Trade
- 1914 : The Hopes of Blind Alley
- 1914 : The Unwelcome Mrs. Hatch
- 1914 : Richelieu
- 1914 : Wildflower
- 1914 : The County Chairman (en)
- 1914 : Damon and Pythias
- 1914 : The Conspiracy
- 1915 : David Harum
- 1915 : The Love Route
- 1915 : The Pretty Sister of Jose
- 1915 : Jordan Is a Hard Road
- 1916 : The Habit of Happiness
- 1917 : Panthea
- 1917 : Douglas le nouveau D'Artagnan (A Modern Musketeer)
- 1918 : Headin' South
- 1918 : Un charmeur
- 1918 : Douglas au pays des mosquées (Bound in Morocco)
- 1918 : Le Lieutenant Douglas (Arizona)
- 1919 : Le Dictateur (Soldiers of Fortune)
- 1921 : Le Crime parfait (A Perfect Crime)
- 1921 : A Broken Doll
- 1921 : The Sin of Martha Queed
- 1922 : Robin des Bois (Robin Hood)
- 1927 : À l'ombre de Brooklyn (East Side, West Side)
- 1928 : The Big Noise
- 1934 : I Spy (en)
- 1945 : Getting Gertie's Garter
- 1953 : Sweethearts on Parade
- 1955 : Le mariage est pour demain (Tennessee's Partner)

### Comme producteur
- 1913 : The Ways of Fate
- 1913 : The Harvest of Flame
- 1917 : Panthea
- 1919 : Sahara (en)
- 1920 : L'Énigmatique Monsieur Horace (The Luck of the Irish)
- 1920 : A Splendid Hazard
- 1920 : The Scoffer
- 1920 : In the Heart of a Fool
- 1920 : The Forbidden Thing
- 1921 : Le Crime parfait (A Perfect Crime)
- 1921 : A Broken Doll
- 1922 : The Hidden Woman
- 1923 : Zaza
- 1924 : Tricheuse (Manhandled)
- 1924 : Larmes de reine (Her Love Story)
- 1924 : Le Tango tragique (Argentine Love)
- 1925 : Le Prix d'une folie (The Coast of Folly)
- 1925 : Vedette (Stage Struck)
- 1927 : French Dressing
- 1928 : The Whip Woman (en)
- 1928 : The Big Noise
- 1928 : Harold Teen
- 1929 : South Sea Rose (en)
- 1930 : Quelle veuve !
- 1940 : Sur la piste des vigilants (Trail of the Vigilantes)
- 1941 : Look Who's Laughing
- 1942 : Here We Go Again
- 1943 : La Musique en folie (Around the World)
- 1946 : Rendezvous with Annie
- 1947 : Musique aux étoiles (Calendar Girl)
- 1947 : Poste avancé (Northwest Outpost)
- 1947 : Jenny et son chien (Driftwood)
- 1948 : The Inside Story
- 1948 : Ange en exil (Angel in Exile)
- 1950 : Cœurs enflammés (Surrender)
- 1953 : La Femme qui faillit être lynchée (Woman They Almost Lynched)